# Anton Kushnir
Anton Kushnir (n. 13 octombrie 1984, Cervonoarmiisk, RSS Ucraineană, URSS) este un sportiv ce a reprezentat Belarus, medaliat olimpic. A participat la 3 ediții ale Jocurilor Olimpice (2006, 2010, 2014) în care a câștigat o medalie de aur.